# Mötley Crüe
Mötley Crüe és una banda de glam metal estatunidenca formada a Los Angeles (Califòrnia) l'any 1981.